# دي مارتن
دي مارتن (بالإنجليزية: Dee Martin)‏ هو لاعب كرة قدم أمريكية أمريكي، ولد في 28 مارس 1949 في نيو أورلينز في الولايات المتحدة.

## وصلات خارجية
- دي مارتن على موقع مرجع كرة القدم المحترفة.كوم (الإنجليزية)
- دي مارتن على موقع JustSportsStats.com (الإنجليزية)